# Kerry Wyborn
Kerry Wyborn (Auburn, Nouvelle-Galles du Sud, 22 décembre 1977 - ) est une joueuse de softball australienne. En 2004, elle remporta une médaille d'argent en softball aux Jeux olympiques de Pékin avec l'équipe australienne de softball. En 2008, elle remporta une médaille de bronze aux Jeux olympiques de Pékin.